# Park Chong-hwa
Bak Chong-hwa (hangeul : 박종화), né le 29 octobre 1901 à Séoul et décédé le 13 janvier 1981, est un écrivain sud-coréen. 

## Biographie
Bak Chong-hwa est né le 29 octobre 1901, à Séoul. Il a suivi sa scolarité à l'école Hwimun Uisuk et a écrit sous le nom de "Weol-tan" . Il a été membre du club littéraire Marée blanche (Baekjo, 1922) et vice-président de l'Association des écrivains Choson en 1946. Il a également été président du Comité des arts de Séoul en 1947 et de l'Association des écrivains de Corée en 1949. Il a été ensuite nommé président du Conseil des arts de Corée en 1955 et président du conseil de l'Association des écrivains coréens en 1964. En 1966, le Prix Weol-tan est créé en son honneur.
Il est décédé le 13 janvier 1981 à l'âge de 79 ans.

## Œuvre
L'Institut coréen de traduction littéraire (LTI of Korea) résume ses travaux de cette manière : 
Bak Chong-hwa fait son entrée dans le monde littéraire d'abord en tant que poète, avec la publication de Jeunesse angoissée (Onoe-ui cheongchun) et Rues aux couleurs de lait (Uyubit geori) dans le premier numéro de la revue Village des roses (Jangmichon), mais aussi avec la publication en 1922 des poèmes Le retour dans la salle secrète (Milshillo doragada) et Elégie (Man-ga) dans le premier numéro de Marée blanche (Baekjo). Avec la publication de son premier recueil de poésies, Mélodies privées de la chambre noire (Heukbang bigok), publié en 1924, il a trouvé sa place dans le monde littéraire en tant que poète romantique. Passant rapidement à l'écriture de romans, il a consacré le reste de sa carrière à l'écriture de romans historiques épousant le nationalisme coréen.
Sa dévotion à l'identité nationale coréenne est restée le thème dominant de ses fictions. Même dans le climat de persécution intense vers la fin de la domination coloniale japonaise, il a toujours refusé de prendre un nom de famille japonais ou de participer à des organisations littéraires pro-japonaises, à l'inverse de beaucoup de ses collègues. Pendant la période coloniale, il a publié plusieurs romans historiques, notamment Du sang sur une manche de soie (Geumsamui pi, 1936), Un printemps tant attendu (Daechunbu, 1939), La veille (Jeonya, 1942), et De la compassion (Dajeongbulsim, 1942) . Après la Libération, il a continué ses activités dans le camp des nationalistes, siégeant en tant que vice-président de l'Association des écrivains coréens (Jeon Joseon munpilga hyeop-hoe) et de la Fédération des entreprises culturelles en Corée du Sud (Jeon-guk Munhwa Danche chong yeonhap-hoe). Il a également exprimé toute sa joie lors de l'indépendance nationale de la Corée dans son recueil intitulé La nation (Minjok), dernier ouvrage d'une trilogie comprenant deux de ses œuvres précédentes, La veille et De la compassion. Par la suite, il s'est tourné vers des épisodes plus anciens de l'histoire coréenne, toujours à partir d'un point de vue nationaliste. Ses récits L'invasion japonaise de 1592 (Imjinwaeran, 1955), Hong Gyeong-nae (1958), et Le Monde dans les mains des femmes (Yeo-in Cheonha, 1959) manifestent la volonté de l'auteur de raviver la fierté nationale à partir de l'histoire coréenne. Après de longues et minutieuses recherches sur l'histoire nationale, il a réussi notamment à préserver et à transmettre dans ces romans historiques une grande variété des us et coutumes anciens .

### Histoires courtes
- 목매이는 여자 La femme pendue (1923)
- 아버지와 아들 Père et fils (1924)
- 순대국 Soupe au boudin (1924)

### Recueil de poèmes
- 흑방비곡 Mélodies privées de la chambre noire (1924)

### Romans historiques
- 아랑의 정조 La chasteté d'Arang (1937)
- 금삼의 피 Du sang sur une manche de soie (1938)
- 대춘부 Un printemps tant attendu (1938)
- 다정불심 De la compassion (1942)
- 임진왜란 L'invasion japonaise de 1592 (1957)
- 여인천하 Le monde dans les mains des femmes (1959)
- 자고 가는 저 구름아 Le nuage qui dort et s'en va (1965)
- 세종대왕 Le grand roi Sejong (1969)